# 正眼寺 (南魚沼市)
正眼寺（しょうげんじ）は、新潟県南魚沼市に所在する曹洞宗の寺院である。山号は大應山（だいおうざん）、本尊は釈迦牟尼仏。寺紋は九つ割り三つ引き紋。

## 歴史
天文10年（1541年）9月15日、天嶺禅爺大和尚（後に正眼寺2世）により開創。当初は境内下段にあった。本寺は龍言寺（開創当時は市内坂戸にあり、上杉景勝移封に伴い会津、米沢へと移動した）である。 開基家は古くより不明とされてきているが2人伝わっており、1人は正眼寺殿親岩見正大居士の戒名が伝わるが詳細は不明。初めて文書に出てくるのが明治42年（1909年）に授戒会を修行した際に用いた回向草子で、この際便宜上作られたものであると口承されている。もう1人は慧照院殿の戒名が伝わり、こちらは越後高田藩主松平光長であるとみられるが、こちらも正眼寺との関わりは不明である。弘治3年（1557年）10月28日、龍言寺3世良心由番大和尚を開山として奉請した。
元亀2年（1571年）6月、3世光山和尚代に火災により殿堂焼失。古文書には「歳花中絶」とあり存続の危機に瀕するほどのものだったようだが再興する。
4世梅庵是桃大和尚、天正19年（1591年）に市内福厳寺、慶長5年（1600年）10月に市内円通寺をそれぞれ開創する。
7世舜外和尚代の寛文7年（1667年）8月、火災により客殿を焼失するが、2年後に再建する。
10世印龍湛海大和尚代、元禄10年（1697年）より3年かけて客殿、庫裡、衆寮を建立し、元禄14年（1701年）夏に修行道場の一種である随意会地の免牘を受ける。しかし、すぐに財政難となり12世代にわずか20年足らずで返上するが、「此間辛苦」とある文書があったり、「…無断絶様ニ可結…」と書かれた嘆願書が残されていたりと、返上の議論は非常に厳しいものであったと推察される。
12世屋巖大刹大和尚代の享保13年（1728年）6月より5年かけて現在地に移転する。また寺尾七尊観音堂も現在地に移転する。
18世原甲和尚代の享和2年（1802年）2月、授戒会を興行した。集まった戒弟は450人余り。
21世祖宗泰道大和尚代の天保14年（1843年）から嘉永元年（1848年）にかけて本堂庫裡を再建する（弘化の大普請）。本堂12間7間半、庫裡11間6間半の正眼寺史上最大の伽藍となる。しかし勧募できたのが目標の5分の4に留まり、その後たびたび再勧募をするが、多くが負債として残り、以後明治はじめにかけて徐々に財政を圧迫するようになる。この時生じた負債は金約166両・米約116俵分で明治27年（1894年）の円単位での換算によれば、工事実費約1680円に対し勧募金約1335円で、約350円とされる。
22世良宗代の安政2年（1855年）3月、上州龍海院栴崖奕堂師を助化師に江胡会修行。
弘化の大普請によって生じた負債と、その膨らんだ利子により明治のはじめ頃正眼寺は財政破綻する。これを受け明治9年（1876年）3月15日、大本寺雲洞庵の特命で浅野善成師が26世住職となる。浅野師が借財整理をはじめた明治11年（1878年）時点での借財は1236円28銭（米約550俵分）まで膨れ上がっていたが、債権者に3分の1から3分の2の債務放棄をしてもらい、さらに田畑を質に入れることで明治13年（1880年）5月までにほぼ弁済した。
明治14年（1881年）8月26日から9月2日にかけて、永平寺61世久我環渓禅師を戒師、村上市の耕雲寺42世石田台明師を教授師とする大授戒会が興行される。
27世小林璞玄代、明治26年（1893年）から同28年（1895年）にかけて、借財整理で質に入れられていた田畑の対応に追われ、処分や売却に奔走し、幕末より続いた負債を完全に清算した。
28世室橋廓芳代、明治42年（1909年）4月22日から4月28日にかけて、雲洞庵44世新井石禅禅師を戒師に大授戒会を興行する。
29世内藤玄教代、大正9年（1920年）鐘楼建立、同14年（1925年）山門建立。
31世内藤玄宗代、昭和15年（1940年）5月23日午前11時、類火により山門以外の伽藍全てを焼失。同年本堂仮建築、庫裡は中魚沼郡津南町大割野にかつてあった「大割野ホテル（曲水館）」と呼ばれた旅館の古屋を移築して使用した。
32世内藤正和代、昭和59年（1984年）から同61年（1986年）にかけて本堂を再建。また平成2年（1990年）に無雪道路を整備し、冬期間の車での往来を可能にする。

## おまきと正眼寺

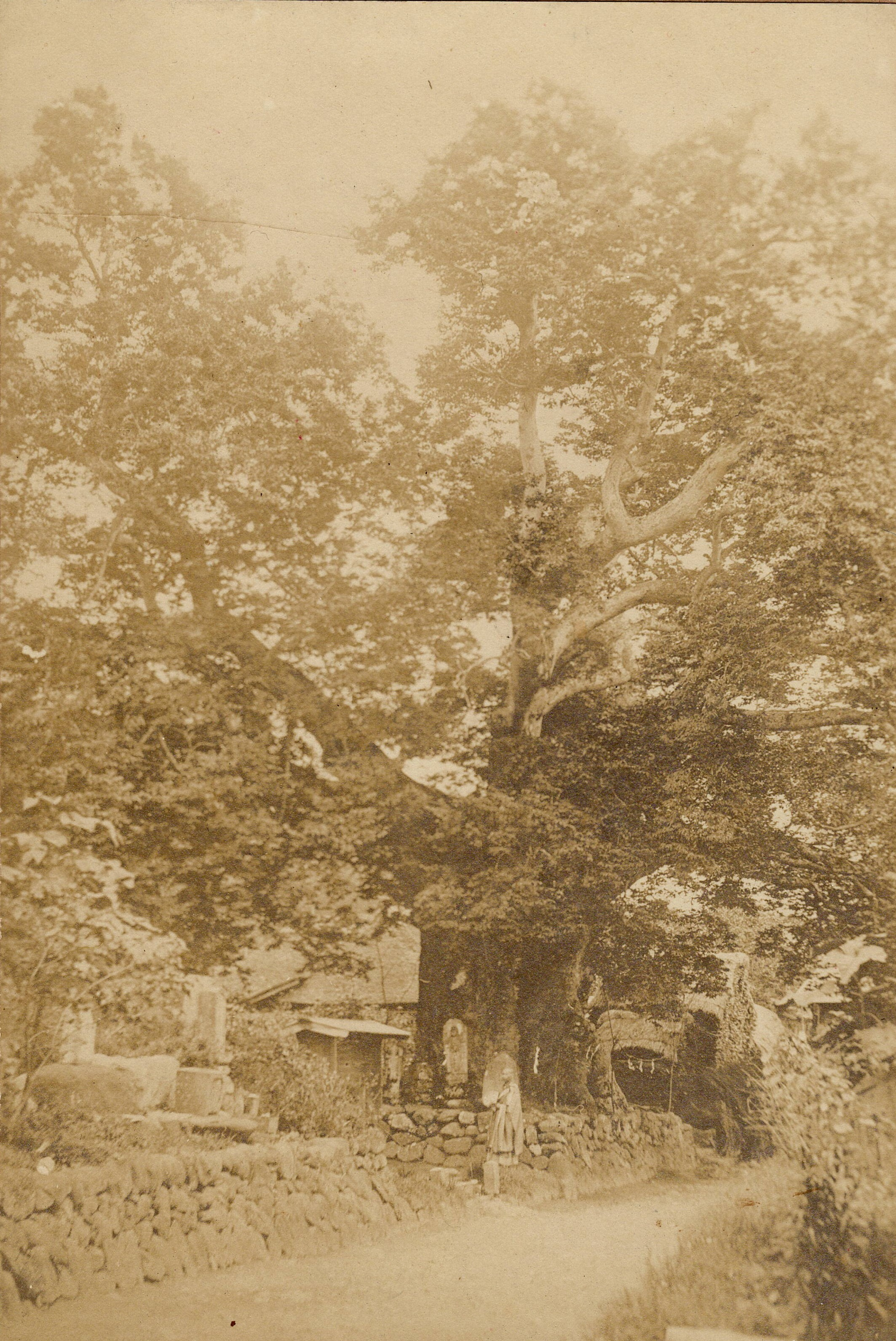
大槇（大正元年撮影）

正眼寺は当初、大槇（おまき）と呼ばれる欅の大樹のもとに開創された。地域のシンボルとして愛され、明治22年（1889年）に発足した大巻村の地名の由来になったといい、地区名として残っている。
大正12年（1923年）駒形繁継編纂の「大巻霊木寒大神由来」には次のように語られている。

寺尾村黒澤の原、正眼寺の前には欅の大樹があった。周囲が5丈（約15m）余りの大木で、この木の下を村人たちは集会所に使っていたという。いつの頃か、ある村人の夢告に一人の美しい婦人があらわれて、「我は黒澤の原にある欅の大樹おまきと申す。」と告げたところで、夢は醒めてしまったといい、それ以後、その欅の大樹を「おまき」の木と呼ぶようになったと伝えられる。この大樹は実に不思議な樹であって、郡内でも稀代な霊木であった。
承和2年（835年）に、この樹は霊女となって伊勢参宮をしたという。この時は、四十日の「おなし」、大杉の「おすぎ」と三人連れであったといわれ、「三才女のお伊勢参り」として語り伝えられている。伊勢に参って御師に越後国魚沼郡寺尾村に住む「まき」であると名のっておいたので、御師の一志太夫によって毎年大祓の礼が行われ、樹の西に穴を掘って納めるられることが明治になるまで続けられたという。
長元7戌年（1034年）8月、大風によって大きな被害を被る。
建久4年（1193年）、源頼朝公が冨士のまき狩りをした際、大巻組として人夫その他を仰せつけられたいう。
明治20年（1887年）1月15日、同郡今町村某氏の夢告があり、「我は、寺尾正眼寺地内に住する大まき霊木寒大神である。2月15日に注連を持って参詣せよ。然らば福を授けよう。その福とは、まきの枝にかかる黄色の狩衣と、東の方へのびた三又の枝である。これらを以て諸病を呪えば、あらたかな感応があるであろう。あた、我を大巻寒大神として祭るべし。」と。故に宮を建てて祭ったという。
大正元年（1912年）駒形繁継算士ら3人が大槇を調査した。結果、長さ13間2尺6寸 (約24m)、周囲3丈8尺 (約12m)、葉数9億4400万5513枚だった。
大正7年（1918年）1月3日未明、雪嵐のため、西方の大枝およそ半分が折落、さらに大正11年（1922年）12月28日夜雪のため、東南方の枝全てが折落、老木にて危険となったので翌年伐採した。年輪から樹齢約2675年だった。

なお、伐採した大槇はその後正眼寺山門や鐘楼の建材として使われ、山門には大巻寒大神の宮を建立し、山門と地域を鎮護している。
説話に出てくる四十日の「おなし」は、昭和34年（1959年）9月26日の伊勢湾台風で倒木したという。大杉の「おすぎ」は時期不明ながら伐採されたという。伝説では大同年間（806 - 810年）に京都から買主が来て「おすぎ」を切り倒そうとしたが、一旦切っても翌日には元に戻ってしまっていた。何回切っても元に戻るので夜こっそり見ていたら「おまき」と「おなし」が切りくずを貼り合わせて元に戻していた。そこで木こり達は相談し、切った切りくずをその日のうちに燃やしてしまうことにした。「おまき」も「おなし」も切りくずが灰になってしまっては元に貼り合わせることができず、とうとう「おすぎ」は切り倒されてしまった。魚野川まで運んでいかだを組み川を下ったが、堀之内町和南津まで下ったところで渦巻きに巻き込まれて買主人夫共々沈んでしまったという。2代目がある。
明治20年の夢告には後日談があり、「おまき」に行ってみるとわらびの新芽の三つ又に古銭が1枚乗っており、そこを掘ったところ古銭が12kgと金比羅様の像が出土したという。

## 枯木又龍王尊と正眼寺

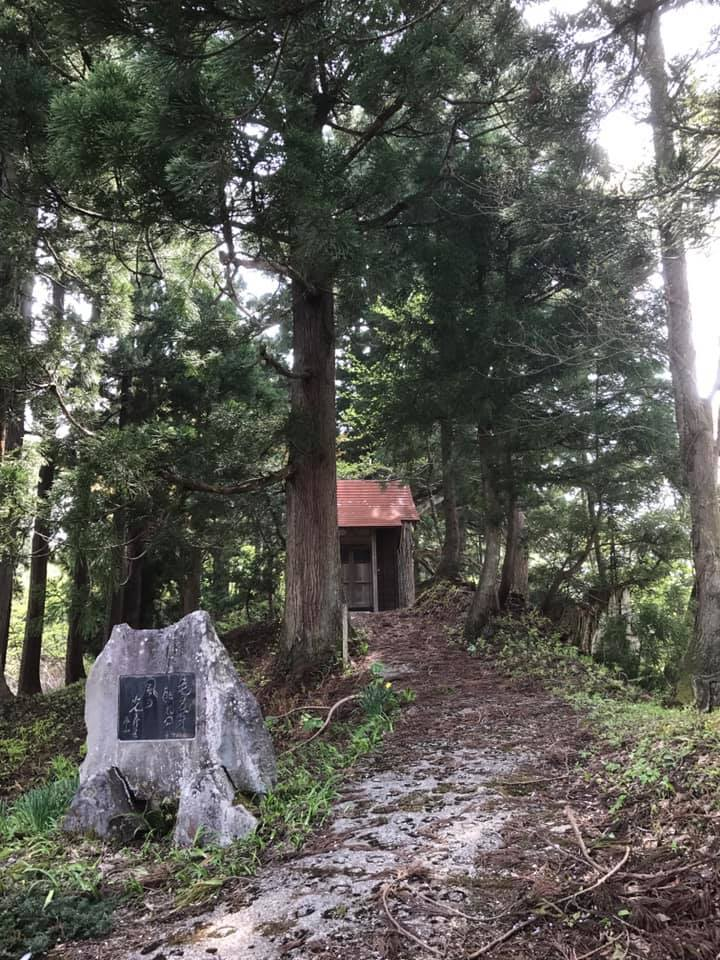
枯木又龍王尊

新潟県十日町市枯木又の龍王尊には以下のような伝説がある（「龍王伝説 龍王池」妻有の民話研究会編を要約）。

社の下、龍王池の辺りに大きな欅の木がありました。今から300年ほど昔、南魚沼郡の正眼寺がお寺を建てるときのこと、龍王池の欅ほど立派なものが見当たらず、タタリを怖がる村人たちを説き伏せて、木挽きが木を伐ろうとするのですが、何回鋸を入れても夜が明けると木は元通りになっていました、そこで一気に伐り倒して運び出し、南魚沼の正眼寺の建立の用材として役だてました。
ところが、お寺が出来上ったのですが、毎夜、夜更けになると、ミシミシとお寺が鳴ります。住職が出てみると大きな龍が寺を七回り半も巻き付いて締めつけていました。腰が抜けるほど驚いきましたが、気丈な和尚さんは大蛇に向かって、「龍王様に無断で木を切ったのはまことに申し訳ない。その代わり龍王様に八大龍王大権現の称号を差し上げて、お祭りを欠かさないから。」と詫びました。すると今までお寺に巻き付いていた大蛇は、煙のごとく消えてしまいました。和尚さんは早速石のほこらを建て、上州から偉いお坊さんを招いて、龍王様を供養をしたので、それからは変わったことが起きなくなったということです。またこの話を聞いた村の人々は、池の辺りにお堂を建てて供養をしました。毎年9月14日には、龍王様の祭りをして龍の魂をしずめています。（後略）

正眼寺では新緑の頃に龍王尊を参拝している。

## アクセス
- 東日本旅客鉄道上越線・北越急行ほくほく線 六日町駅から南越後交通バス「六日町 - 浦佐 - 小出線」もしくは「六日町 - 野田 - 五日町 - （八海中学校） - 浦佐 - 小出線」
- 北越急行ほくほく線魚沼丘陵駅から南越後交通バス「六日町 - 野田 - 五日町 - （八海中学校） - 浦佐 - 小出線」
- 上越線五日町駅より徒歩15分
- 関越自動車道六日町インターチェンジより車で約10分
- 上越新幹線越後湯沢駅から車で約30分
- 上越新幹線浦佐駅から車で約10分

## 境内

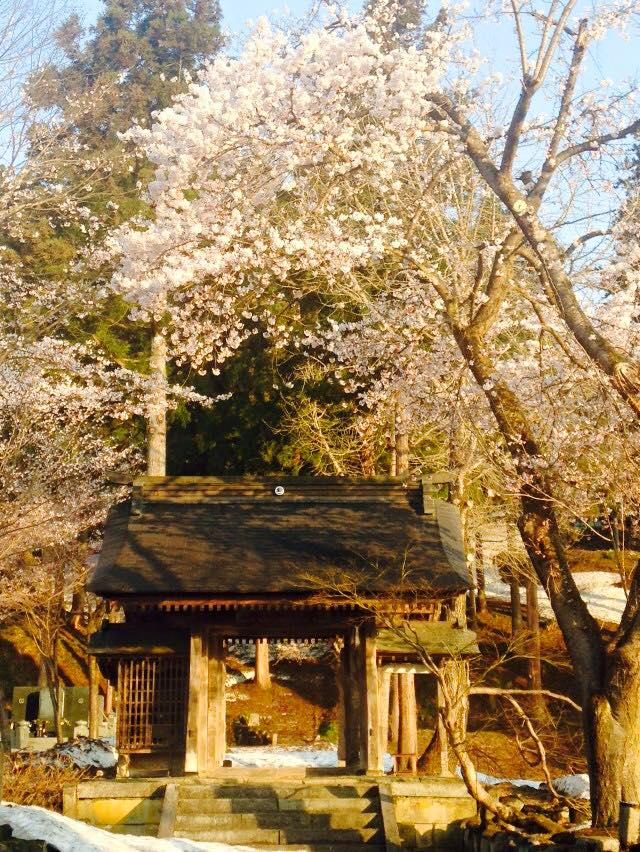
山門
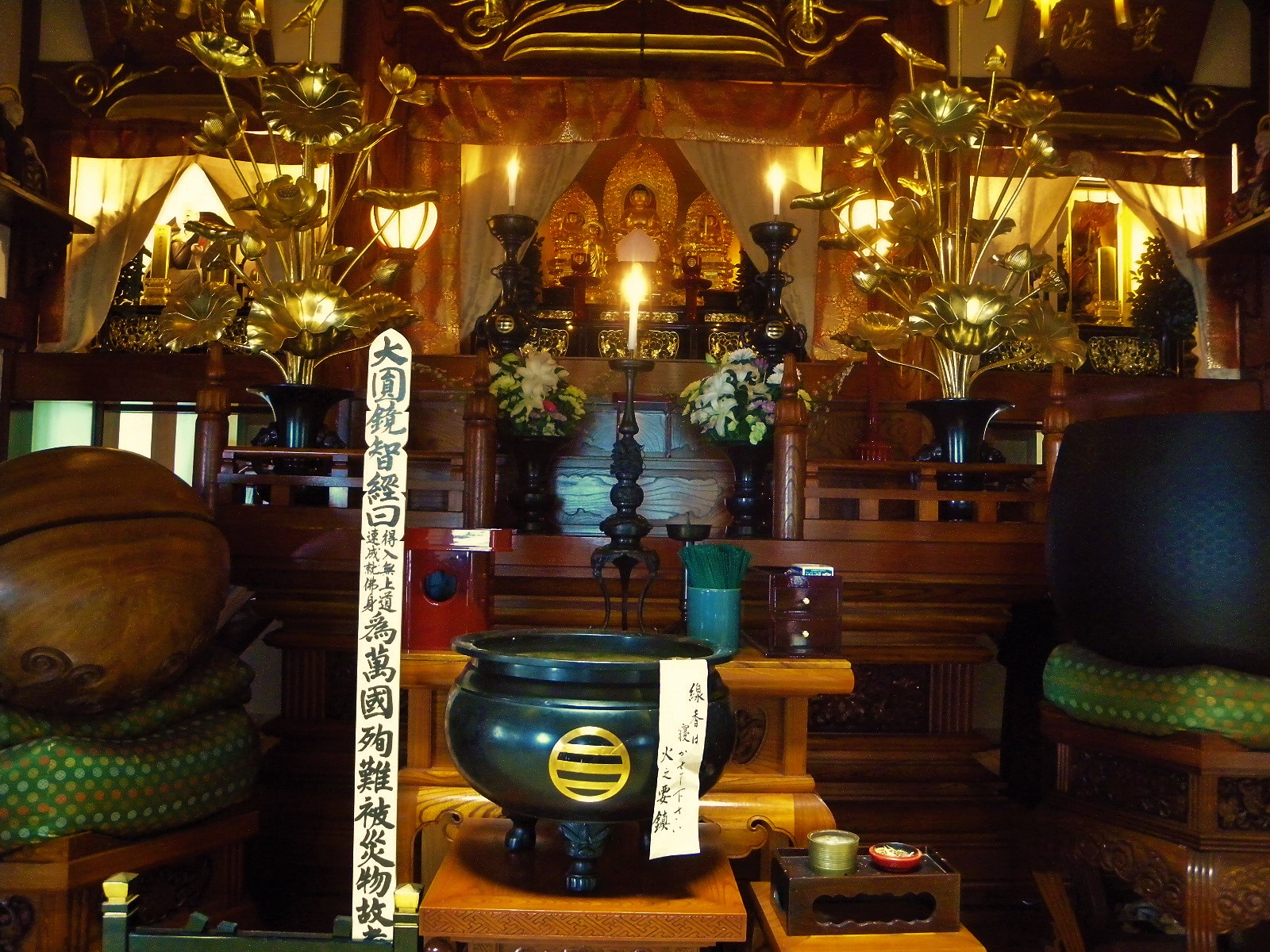
内陣
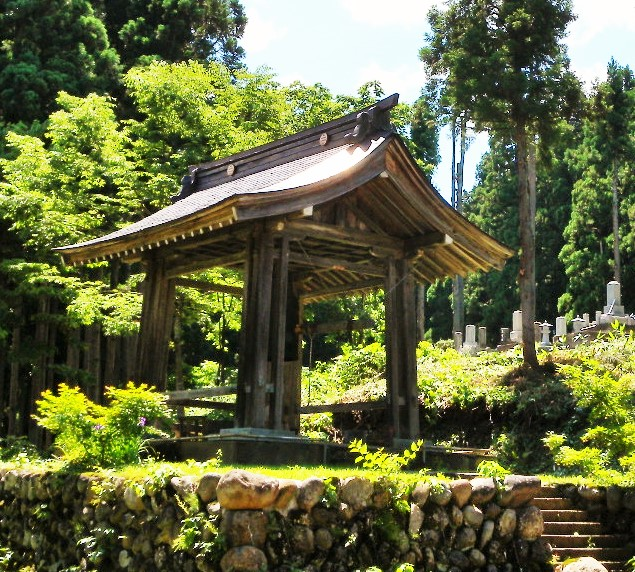
鐘楼